# Villar de Fallaves
Villar de Fallaves es un municipio y localidad  española de la provincia de Zamora, en la comunidad autónoma de Castilla y León.

## Toponimia
Villar y sus variantes (Villares, Villarino o Villarejo) es uno de los topónimos más abundantes en la provincia, tanto de la toponimia mayor (Villar de Farfón, Villar de los Pisones, Villar del Buey, Villaralbo, Villardeciervos, Villardiegua de la Ribera, Villardondiego, Villarejo de la Sierra, Villarino de Cebal, Villarino de Manzanas, Villarino de Sanabria y Villarino Tras la Sierra), como de la toponimia menor. Son topónimos que proceden del «villare» latino que a su vez deriva de «villa», palabra que primitivamente significó explotación agraria, luego aldea, más tarde, ya en la última época romana y en los principios de la Alta Edad Media pequeña ciudad con municipio. El derivado «villare» es, al principio, una explotación desgajada del fundo primitivo que más tarde fue fundo y que en ocasiones terminó siendo una aldea, y en otras incluso una villa. Es decir, «villare» y por tanto villar, se refiere a una localidad más pequeña que el núcleo de población designado por villa, por lo que, en general, los «villare» son más pequeñas y de menor categoría histórica y administrativa que los núcleos de población conocidos por un topónimo compuesto cuyo primer elemento es villa o villas. Además los topónimos villa se suelen deber a la repoblación cristiana de los siglos X, XI y XII, pues villa parece haber sido el apelativo con el significado de población, villa, aldea, etc. preferido por los repobladores medievales, mientras que los llamados villar, villares, villarejo o villarino proceden directamente asentamientos de época romana, como atestiguan los abundantes restos romanos que suelen ofrecer, sobre todo cerámica y tégulas.

## Geografía
El municipio se encuentra situado en la comarca de Tierra de Campos. Tiene una superficie de 20,95 km², de la que en parte se integra en la ZEPA Penillanuras-Campos Sur.

## Historia
Su historia se remonta cuando menos a la época romana, dado que su término es atravesado por la calzada romana que unía el Duero con Pallantia. En el siglo XIII perteneció al alfoz de Villalpando, siendo una de las localidades que tuvo una cierta importancia como demuestra el hecho de que disponía de azogues, lugares de venta diaria, y mercados para la venta semanal. Además, en esta misma época tenía dos iglesias, y hasta el siglo XIX contó con numerosas ermitas: Santa Marina, Santa Catalina, San Mauro, La Concepción, Los Mártires, San Fabián, San Sebastián y San Pedro Apóstol.
Como parte del alfoz villalpandino, en el siglo XIV Villar de Fallaves pasó a manos de los Fernández de Velasco, pasando por este hecho a integrar la denominada Provincia de las Tierras del Condestable. No obstante, tras la pérdida de la condestabilía de los Velasco en 1711, Villar de Fallaves, junto al resto de la Tierra de Villalpando, dejó de pertenecer a la Provincia de las Tierras del Condestable, pasando a hacerlo de León, en cuya provincia aparece integrado en 1786 en el mapa de Tomás López titulado ‘Mapa geográfico de una parte de la provincia de León’.
Al crearse las actuales provincias en 1833, Villar de Fallaves quedó adscrito inicialmente al partido judicial de Medina de Rioseco, en la provincia de Valladolid, si bien tras las reclamaciones de los concejos del área villalpandina, quedó plenamente integrado a partir de 1858 en la provincia de Zamora, dentro de la Región Leonesa, la cual, como todas las regiones españolas de la época, carecía de competencias administrativas. Tras la constitución de 1978, este municipio pasó a formar parte en 1983 de la comunidad autónoma de Castilla y León, en tanto que pertenecían a la provincia de Zamora.

## Geografía humana

### Demografía
Cuenta con una población de 49 habitantes (INE 2024).

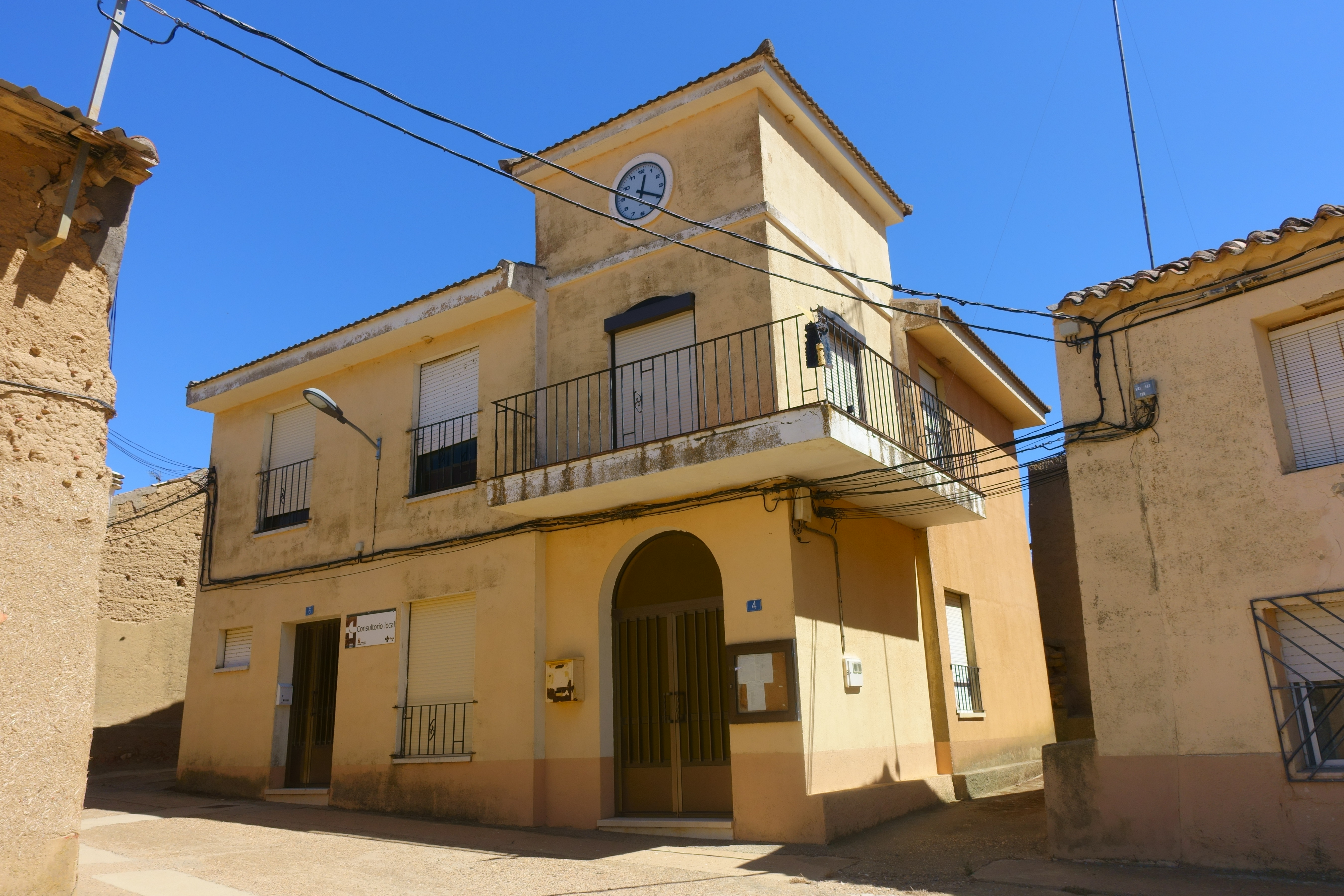
Casa consistorial.

| Gráfica de evolución demográfica de Villar de Fallaves entre 1842 y 2021 |
| |
| Población de derecho según los censos de población del INE Población de hecho según los censos de población del INEEn este censo se denominaba Villar de Fallaves: 1842 En estos censos se denominaba Villardefallabes: 1857 y 1860 En estos censos se denominaba Villardefallaves: 1877, 1887, 1897, 1900, 1910, 1920, 1930 y 1940 |

## Patrimonio

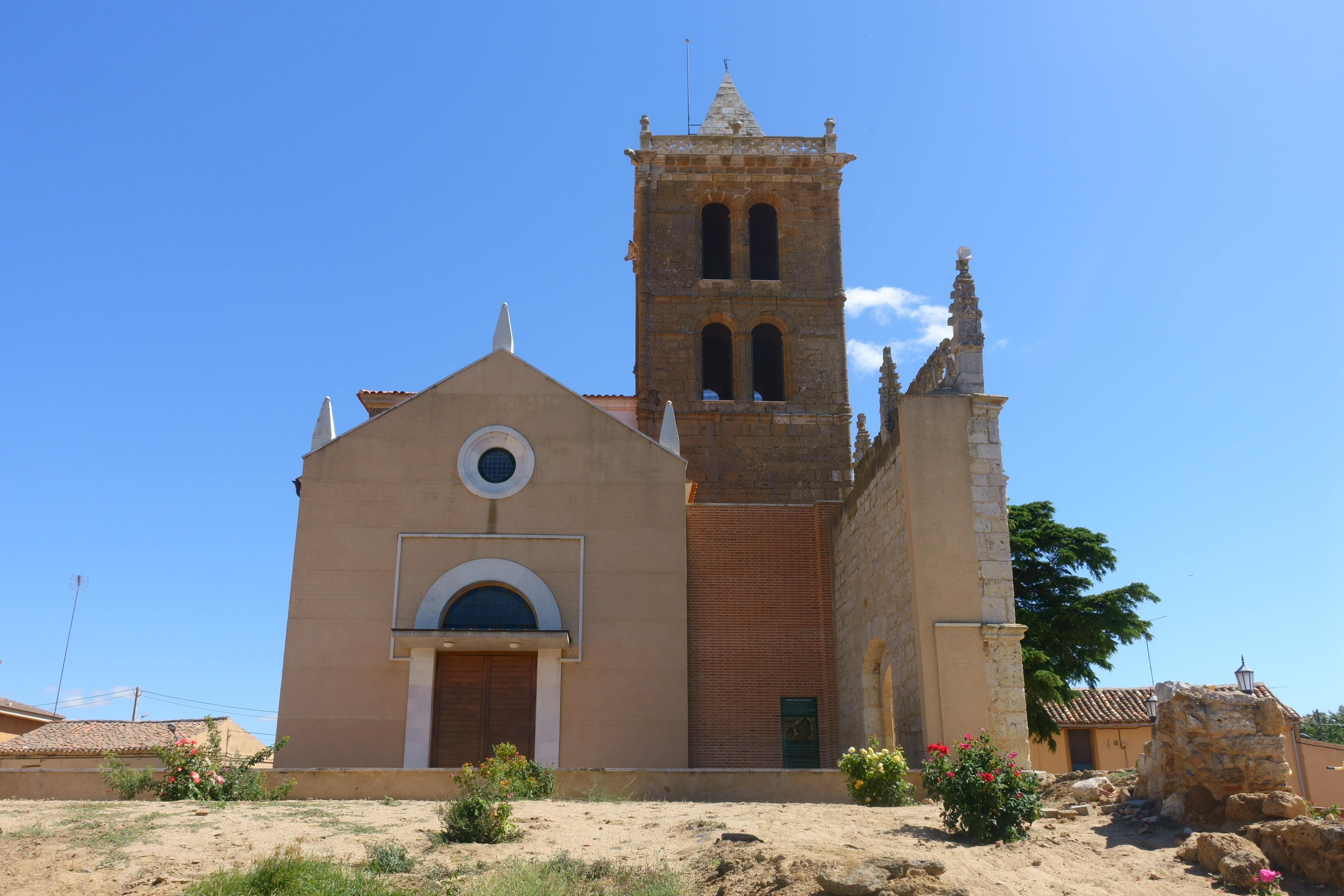
Iglesia de San Vicente.

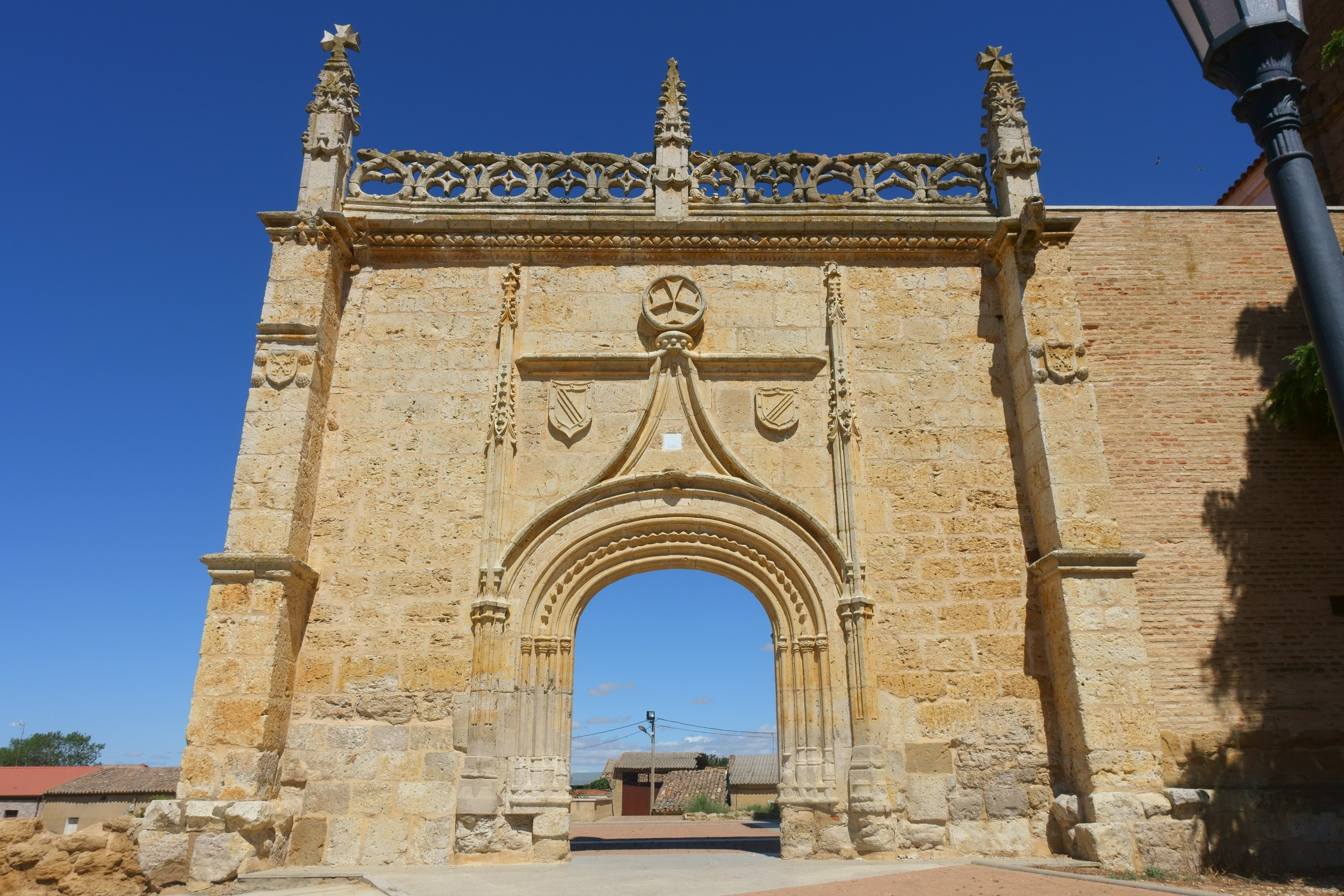
Portada de la iglesia de San Vicente.

- Iglesia de San Vicente Mártir: fue construida entre los siglos XIII y XVI, estando casi todo su actual aspecto realizado en estilo gótico. Perteneció a la Orden de San Juan, cuya cruz puede verse en la portada y en distintas partes del templo. La iglesia ha sido recientemente restaurada, cubriendo la zona del crucero para recuperar la cabecera, la sacristía gótica y la torre.
- Ermita de la Vera Cruz: se levanta en la margen opuesta del Valderaduey, estando construida en tapial y ladrillo. En ella se venera una imagen de Cristo de mucha devoción entre los habitantes del pueblo.

## Mancomunidad del Raso de Villalpando
Villar forma parte de la Mancomunidad Intermunicipal del Raso de Villalpando junto con otros doce municipios de la Tierra de Campos de la provincia de Zamora. Este consorcio de municipios, a pesar de que se autodenomina mancomunidad, no tiene tal naturaleza, consistiendo su finalidad en la explotación del monte público denominado el Raso de Villalpando, este último declarado en el año 2000 de utilidad pública.
El monte del Raso de Villalpando se encuentra situado en el término municipal de Villalpando y tiene una superficie total de 1.654 hectáreas de las cuales 90 pertenecen a enclavados. Tiene carácter patrimonial y aprovechamiento comunal, estando consorciado con el número de Elenco 3028. Las bases del Consorcio, entre el Patrimonio Forestal del Estado y la Mancomunidad de Raso de Villalpando fueron aprobadas con fecha 13 de febrero de 1948, aunque sus orígenes se remontan a finales del siglo X o principios del siglo XI por donación de los Reyes leoneses, posiblemente Alfonso V, a Villalpando, por aquella época cabeza del Alfoz, y a las aldeas del mismo.
Desde un punto de vista botánico, se trata de un monte poblado por especies como el pinus pinea y pinus pinaster, aunque también existen rodales de pinus nigra. Se halla presente el quercus rotundifolia y de manera muy aislada crataegus monogyna, cistus ladaniferus y populifolius así como chamaespartium tridentatum.

## Fiestas
Villar de Fallaves celebra las fiestas del Santo Cristo (13-14 de septiembre) y San Vicente Mártir (22 de enero). Asimismo, honran a San Isidro, patrón de los labradores (15 de mayo) y a San Urbano (25 de mayo).